# Јускафец (Бари)
Јускафец (итал. Iuscafez) је насеље у Италији у округу Бари, региону Апулија.
Према процени из 2011. у насељу је живело 59 становника. Насеље се налази на надморској висини од 290 м.